# Arka Gdynia (vrouwenbasketbal)
Arka Gdynia is een Poolse damesbasketbalclub uit Gdynia. De club werd in totaal elf keer Pools landskampioen en won vijf keer de Poolse beker.

## Erelijst
- Pools Landskampioenschap (11):
  - Winnaar: 1996, 1998, 1999, 2000, 2001, 2002, 2003, 2004, 2005, 2009, 2010
  - Tweede: 1997, 2006, 2007, 2008
  - Derde: 2019

- Poolse Beker (5):
  - Winnaar: 2005, 2007, 2008, 2010, 2011
  - Runner-up: 2006, 2009, 2012

- Poolse Supercup (1):
  - Winnaar: 2007
  - Runner-up: 2008, 2009

- PZKosz Cup (1):
  - Winnaar: 1984

- EuroLeague Women:
  - Runner-up: 2002, 2004

- FIBA Women's World League:
  - Runner-up: 2004

## Bekende spelers
- Agnieszka Bibrzycka
- Małgorzata Dydek
- Ewelina Kobryn
- Gordana Grubin - Vesković
- Ana Joković
- Anna Archipova
- Jelena Karpova
- Elen Sjakirova
- Jekaterina Sytnjak
- Natalja Vodopjanova
- Maryja Papova
- Ticha Penicheiro
- Erin Phillips
- Katie Smith
- Alana Beard
- Dominique Canty
- Tamika Catchings
- Marie Ferdinand
- Chamique Holdsclaw
- Chasity Melvin
- Deanna Nolan
- Elaine Powell
- Ruth Riley
- Tamika Whitmore
- Natallja Martsjanka
- Rankica Šarenac
- Limor Mizrachi